# Bertalan
Bertalan ist eine ungarische Form des männlichen Vornamens Bartholomäus.

## Namensträger

### Vorname
- Bertalan Bicskei (1944–2011), ungarischer Fußballspieler und -trainer
- Bertalan Farkas (* 1949), ungarischer Pilot und Kosmonaut
- Bertalan Kun (* 1999), ungarischer Fußballspieler
- Andreas Bertalan Schwarz (1886–1953), ungarisch-deutscher Rechtswissenschaftler
- Bertalan Székely (1835–1910), ungarischer Kunstmaler
- Bertalan Szemere (1812–1869), ungarischer Schriftsteller und Politiker

### Familienname
- Albert Bertalan (1899–1957), ungarisch-französischer Maler
- Alexandra Bertalan-Păcuraru (* 1987), rumänische Moderatorin und Politikerin
- Gabriel Bertalan (1963–2009), slowakischer Fußballspieler
- Ștefan Bertalan (1930–2014), rumänischer Kunstmaler